# Vijverbroek
Het Vijverbroek is een natuurgebied ten noorden van Kessenich, in de nabijheid van Neeritter, Ittervoort en Thorn. Het gebied maakt deel uit van het Rivierpark Maasvallei en wordt aan drie zijden afgelijnd door de Belgisch-Nederlandse grens.

## Beschrijving
Het gebied is ongeveer 150 ha groot en omvat een 1,8 ha groot elzenbroek en vormt hiermee het grootste en een van de meest intacte elzenbroekbossen in Vlaanderen. Naast elzenbroekbos komen ook moerassen, drijftillen, broekbos, hakhoutbos op een steilrand, akkers, weiden, poelen, wilgenstruweel, houtkanten en rietveldjes voor in het gebied. Het gebied is Europees beschermd als onderdeel van Natura2000-gebied (habitatrichtlijngebied 'Uiterwaarden langs de Limburgse Maas en Vijverbroek' (BE2200037)).

## Geschiedenis
Het Vijverbroek is ontstaan als een oude meander van de Maas die verlandde toen de Maas naar het oosten opschoof. Tijdens het ancien régime was het een eigengoed dat door de bewoners van de Drie Eygen gebruikt werd als gemene gronden. Volgens een eeuwenoude legende zou er een stad hebben gelegen genaamd Vijvere. Op 18 augustus 1642 gaf de abdis van Thorn aan de schutterij Sint-Martinus van Kessenich toestemming om er een schans te bouwen. Of de schans daadwerkelijk is opgericht, is onbekend.
In de jaren 1930 legde men het Vijverbroek deels droog. In het nog drassige gedeelte plantte men elzen aan bestemd voor houtwinning. In 1968 kwam voor het eerst de ontgrinding van het Vijverbroek ter sprake. Een jaar later wilde grindmaatschappij Dragasa het Vijverbroek al aankopen. Dankzij grote weerstand bij de bevolking werd dit nooit toegestaan. De dreiging bestaat echter nog steeds. Daarom werd in 2009 de actiegroep "Drie Eigen" opgericht.

## Flora
In het gebied komt veel wilgenbroekstruweel, moerasvaren en dotterbloem voor.

## Fauna
Tot de avifauna behoren: blauwborst, nachtegaal, wespendief, boomvalk, havik, wielewaal en sprinkhaanzanger. Het Vijverbroek wordt beheerd door Natuurpunt, dat er konikpaarden en Galloways laat grazen. Er zijn twee wandelwegen uitgezet in dit gebied.